# William Costello
William Costello est un acteur américain né le 2 février 1898 à Rhode Island (États-Unis), décédé le 9 octobre 1971 à San Jose (États-Unis).

## Filmographie
- 1927 : The King of Kings : Babylonian noble
- 1929 : Border Romance : Lieutenant of Rurales
- 1933 : Popeye the Sailor : Popeye (voix)
- 1933 : I Yam What I Yam : Popeye (voix)
- 1933 : Blow Me Down! : Popeye (voix)
- 1933 : I Eats My Spinach : Popeye (voix)
- 1933 : Seasin's Greetinks! : Popeye (voix)
- 1933 : Wild Elephinks : Popeye (voix)
- 1934 : Let's Sing with Popeye : Popeye (voix)
- 1934 : Sock-a-Bye, Baby : Popeye (voix)
- 1934 : Let's You and Him Fight : Popeye (voix)
- 1934 : The Man on the Flying Trapeze : Popeye (voix)
- 1934 : Can You Take It : Popeye (voix)
- 1934 : Shoein' Hosses : Popeye (voix)
- 1934 : Strong to the Finich : Popeye (voix)
- 1934 : Shiver Me Timbers! : Popeye (voix)
- 1934 : Axe Me Another : Popeye (voix)
- 1934 : A Dream Walking : Popeye (voix)
- 1934 : The Two-Alarm Fire : Popeye (voix)
- 1934 : The Dance Contest : Popeye (voix)
- 1934 : We Aim to Please : Popeye (voix)
- 1935 : Beware of Barnacle Bill : Popeye (voix)
- 1935 : Pleased to Meet Cha! : Popeye (voix)
- 1935 : Choose Your 'Weppins' : Popeye (voix)
- 1935 : Dizzy Divers : Popeye (voix)
- 1935 : You Gotta Be a Football Hero : Popeye (voix)
- 1937 : Heroes of the Alamo (en) : General Cos
- 1937 : Young Dynamite (en) de Leslie Goodwins : Flash Slavin
- 1938 : Wanted by the Police : Russo
- 1939 : Death Rides the Range : Dr. Flotow
- 1939 : Balalaika de Reinhold Schünzel : Capt. Testoff
- 1940 : Hidden Enemy : Eric Bowman
- 1940 : Mad Youth : Count DeHoven, Aspiring Gigolo
- 1940 : Phantom of Chinatown : Jonas, Benton's Butler
- 1941 : You're Out of Luck : Johnny Burke
- 1942 : The Dawn Express (en) : Otto, tavern spy
- 1943 : La Du Barry était une dame (Du Barry Was a Lady) de  Roy Del Ruth : Flunky
- 1956 : Popeye (série TV) : Popeye (voix)